# 김학성 (1899년)
김학성(金學聲, 1899년 2월 ~ 1959년 7월 20일)은 일제강점기의 관료 겸 경찰로, 본적은 서울특별시 종로구 낙원동이다.

## 생애
1920년대 일본 니혼 대학 법과를 졸업했으며 1931년 전후부터 1932년 9월까지 일본 내무성 부흥국에서 근무했다. 1932년 10월부터 1935년 7월 31일까지 만주국 민정부 수도경찰청 역관 겸 순관으로 근무했고 1934년 3월 1일 만주국 정부로부터 만주국 건국 공로장을 받았다.
1934년 5월 9일 만주국 정부로부터 훈8위 경운장을 받았고 1935년 9월 21일에는 황제 방일 기념장, 1937년 5월 2일에는 훈7위 경운장을 받았다. 1935년 8월 1일 만주국 민정부 척정국 속관으로 임명되었으며 1936년부터 1938년 3월 24일까지 만주국 민정부 수도경찰청 경좌로 근무했다.
1938년 3월 25일부터 1940년 5월 22일까지 수도경찰청 경정과 젠다오 성(간도성) 안투 현(안도현) 경무과장으로 근무하는 동안 안도현 경찰대대장을 맡았고 안도 지구에서 일제의 항일 무장 세력 탄압 작전인 이른바 치안숙정(治安肅正) 공작을 주도했다. 1940년 5월 23일부터 10월 27일까지 간도성 경무청 경정을 역임했으며 1940년 9월에는 간도공작반을 이끌고 항일 무장 세력이 은닉했던 무기를 압수했다. 1940년 10월 28일 안둥 성(안동성) 경찰청 경정으로 임명되었다.
민족문제연구소의 친일인명사전 수록자 명단의 해외 부문과 친일반민족행위진상규명위원회가 발표한 친일반민족행위 705인 명단에 포함되었다.

## 참고자료
- 친일반민족행위진상규명위원회 (2009). 〈김학성 (金學聲)〉. 《친일반민족행위진상규명 보고서 Ⅳ-4》. 서울. 552~559쪽.